# Поляна Абылай-хана
Поляна Абылай-хана (каз. Абылай хан алаңы) — местность в национальном парке «Бурабай» в Акмолинской области Казахстана, где по историческим преданиям располагалась ставка Абылай-хана. 14 января 2022 года архитектурно-мемориальный монумент, расположенный на поляне, был включён в список памятников истории и культуры Казахстана республиканского значения.

## Монумент
В 1991 году в честь 280-летия хана Абылая был организован архитектурно-мемориальный монумент. 8 июля 2004 года при участии президента страны Нурсултана Назарбаева был открыт 35-метровый восьмиугольный обелиск. Нижняя часть обелиска символизирует идеи единения — пучок стрел (8 граней) объединены кольцом шанырака (символ дома, родины). Шанырак (кольцо) опирается на изогнутые рифлёные конструкции (уыки), примыкающие к обелиску на уровне четверти его высоты. На вершине обелиска находится шпиль с изображением беркута, несущего солнце на крыльях. На передней грани восьмиугольника размещён штандарт президента Казахстана, на остальных гранях — щиты, декорированные орнаментом кошкар муйиз (каз. қошқар мүйіз — бараньи рога).
В восточной части мемориального комплекса расположен камень высотой 5—6 м, который по легендам был троном Абылай-хана.